# Zoffa Yarawi
Zoffa Yarawi lub Jopha Yarawi (ur. 1 stycznia 1954) – papuański bokser wagi papierowej, olimpijczyk.
Wystąpił na Letnich Igrzyskach Olimpijskich 1976. W 1/16 finału zwyciężył walkowerem z Ugandyjczykiem Venostosem Ochirą. W pojedynku 1/8 finału został znokautowany przez przyszłego mistrza olimpijskiego – Jorge Hernándeza z Kuby.
Odpadł w ćwierćfinale Igrzysk Brytyjskiej Wspólnoty Narodów 1974 i w rundzie eliminacyjnej podczas Igrzysk Wspólnoty Narodów 1982.